# Boolesk algebra
Boolesk algebra (og boolesk logik) er et komplet system til logiske operationer, baseret på algebra med variabler, som kun kan have to tilstande eller værdier, der normalt udtrykkes som sandt eller falsk. Boolesk algebra er opfundet og udviklet af den engelske matematiker og filosof George Boole i 1850'erne.

## Anvendelse af boolesk algebra
Algebraen anvendes eksempelvis i Matematisk logik, i elektroniske kredsløb som f.eks. i processorer, og inden for datalogi, hvor den engelske stavemåde boolean anvendes om en datatype, der kun kan antage sandhedsværdier.

## Eksempel på boolesk udtryk
Et boolsk udtryk beskrives med de logiske operatorer: og, eller og ikke.
Et eksempel på et boolsk udtryk:
X > 1 OG X <= 10
Dette udtryk vil være sandt, hvis X er større end én og mindre end eller lig med ti.